# Huttendorf
Huttendorf (deutsch Hüttendorf) ist eine französische Gemeinde mit 494 Einwohnern (Stand 1. Januar 2021) im Arrondissement Haguenau-Wissembourg im Département Bas-Rhin in der Region Grand Est. Ein wichtiger Erwerbszweig ist die Landwirtschaft einschließlich Viehhaltung.

## Geschichte
Eine erste Erwähnung stammt aus dem Jahr 797 unter dem Namen Hittendorphe. Damals war die Siedlung im Besitze der Abtei von Wissembourg.
Hüttendorf war ein Reichsdorf.
Die Kirche Saint-Vincente ist auf das Jahr 1746 datiert. Der Chor-Turm ist jedoch älter. 1853 wurde die Kirchenorgel von Pierre Rivenach erbaut.

## Bevölkerungsentwicklung
| Jahr      | 1962 | 1968 | 1975 | 1982 | 1990 | 1999 | 2004 | 2013 |
| Einwohner | 295  | 324  | 303  | 381  | 433  | 445  | 421  | 492  |

## Gemeindepartnerschaften
Seit dem Jahr 2000 ist die deutsche Gemeinde Dauchingen in Baden-Württemberg Partnergemeinde von Huttendorf.